# Charles Flavell Hayward
Charles Flavell Hayward (Wolverhampton, 14 giugno 1863 – Adelaide, 28 agosto 1906) è stato un violinista, direttore d'orchestra, compositore, arrangiatore, poeta e attore inglese.

## Biografia
Charles Flavell Hayward (1863-1906) nacque a Wolverhampton, in Inghilterra, da una famiglia di professionisti dello spettacolo. Fu attore, poeta, violinista, direttore d'orchestra, compositore e arrangiatore di musica. Era un amico di Edward Elgar e suonava nella stessa fila nei violini. Suo padre Henry Hayward era un violinista noto come il "Paganini inglese".

## Carriera
In seguito suonò come violino solista con Sims Reeves, Foli e Madame Dolores (o Antonia Trebelli, come era allora chiamata) e suonò in tutti i principali festival musicali inglesi. Si dedicò in particolare alla composizione, soprattutto all'orchestrazione e compose tre grandi opere, due opere comiche e pubblicò oltre 100 brani, principalmente orchestrali, insieme ad assoli per violino e voce, pezzi concertati e canzoni.
La famiglia emigrò in Nuova Zelanda dove lui, i suoi fratelli, le loro mogli e un'altra famiglia (nota come "La famiglia Bresciana") si guadagnarono da vivere col teatro, che includeva la novità di uno spettacolo cinematografico o di un bioscopio, come veniva chiamato.
Morì ad Adelaide, in Australia. La sua canzone più famosa, di cui scrisse i testi e la musica, si chiama "Come back to me", cantata da sua sorella Florence Hayward.